# Sury-ès-Bois
Sury-ès-Bois – miejscowość i gmina we Francji, w Regionie Centralnym, w departamencie Cher.
Według danych na rok 1990 gminę zamieszkiwało 350 osób, a gęstość zaludnienia wynosiła 11 osób/km² (wśród 1842 gmin Regionu Centralnego Sury-ès-Bois plasuje się na 797. miejscu pod względem liczby ludności, natomiast pod względem powierzchni na miejscu 310.).